# Johannes Gandil
Johannes Gandil (Ringe, 21 maggio 1873 – Ordrup, 7 marzo 1956) è stato un velocista e calciatore danese.
Inizialmente, partecipò alle Olimpiadi 1900 di Parigi come velocista dei 100 metri piani, ma fu eliminato già in batteria.
Riguardo alla carriera calcistica, Gandil fu attaccante di ØB, KB e B93, tutte e tre squadre di Copenaghen. Nel 1908 fu convocato per le Olimpiadi di Londra nella Danimarca. Nel torneo di calcio olimpico giocò solo la semifinale contro la Francia dove i nordici si imposero per 17-1.
Anche suo fratello maggiore, Johan Christian Gandil, fu calciatore.

## Palmarès
- Argento olimpico: 1

Londra 1908